# Platypygius
Platypygius är ett släkte av insekter. Platypygius ingår i familjen gräshoppor.
Kladogram enligt Catalogue of Life:
| Platypygius | \| \| Platypygius crassus \| \| \| \| \| \| Platypygius platypygius \| \| \| \| |
|             | \| \| Platypygius crassus \| \| \| \| \| \| Platypygius platypygius \| \| \| \| |
|             | Platypygius crassus                                                             |
|             |                                                                                 |
|             | Platypygius platypygius                                                         |
|             |                                                                                 |